# Юнк, Альфред Августович фон
Барон Альфред (Александр) Августович фон Юнк (1826—1870) — российский писатель

, журналист, переводчик, краевед, основатель и редактор-издатель русскоязычной газеты «Киевский телеграф».

## Биография
Об его детстве информации практически не сохранилось, да и прочие биографические сведения о нём очень скудны и отрывочны; известно лишь, что родился Альфред Юнк в 1826 году и происходил из баронского рода. В 1840-х поступает на военную службу в Русскую императорскую армию, где вскоре получает чин поручика, но довольно скоро подаёт в отставку.
В воспоминаниях современников Юнка (Н. С. Лескова и Г. К. Градовского) говорится, что он был очень интересный человек: отставной офицер, высокого роста, носил оригинальные длинные бакенбарды и усы, был «не очень грамотен, но достаточно одарён» и, конечно, имел «неоспоримую тягу к литературе». 
Альфред Августович фон Юнк основал первую в Киеве частную газету «Киевский телеграф». Чтобы осуществить этот замысел, поручик Юнк отправился в Крым на театр военных действий Восточной войны, где «командовал волами» — доставляя под огнём так необходимую воду солдатам защищавшим Севастополь. За это время ему удалось скопить необходимую для осуществления его идеи денежную сумму. За 1859 год к «Киевскому телеграфу» был приложен «Литературный сборник», а в середине 1860 года редакция стала выпускать два раза в месяц «Литературные прибавления», которые прекратились на третьем номере.
Кроме того, Альфред Августович фон Юнк издавал с 1859 года выходившие непериодически «Памятники и виды Киевской, Подольской и Волынской губерний». 
Одновременно с этим Альфред фон Юнк активно публиковался в «Киевских губернских ведомостях», «Северной пчеле» и других периодических печатных изданиях. 
Альфред Августович фон Юнк умер после тяжёлой продолжительной болезни 13 (25) августа 1870 года в городе Киеве.